# فرانك نيكولاس ماير
فرانك نيكولاس ماير (بالإنجليزية: Frank Nicholas Meyer؛ بالهولندية: Frank Nicholas Meyer) هو مستكشف وعالم نبات أمريكي وهولندي، ولد في 1875 في أمستردام في هولندا، وتوفي في 1918 في شانغهاي في الصين بسبب غرق.